# یارمیلا ماخاچووا
یارمیلا ماخاچووا (چکی: Jarmila Machačová؛ زادهٔ ۹ ژانویهٔ ۱۹۸۶) دوچرخه‌سوار پیست زن اهل جمهوری چک است.
وی در مسابقات کشوری و بین‌المللی در مجموع برندهٔ ۱ مدال طلا، ۱ مدال نقره، ۲ مدال برنز شده‌است.